# Badminton-Weltmeisterschaft der Gehörlosen 2015
Die Badminton-Weltmeisterschaft der Gehörlosen 2015 fand vom 18. bis zum 25. Juli 2015 in Sofia statt. 

## Sieger und Platzierte
| Disziplin    | Gold                               | Silber                       | Bronze                        |
| ------------ | ---------------------------------- | ---------------------------- | ----------------------------- |
| Herreneinzel | Artemy Karpov                      | Seo Myeong-soo               | Shokhzod Gulomzoda            |
| Herreneinzel | Artemy Karpov                      | Seo Myeong-soo               | Kazimieras Dauskurtas         |
| Dameneinzel  | Shen Yan-ru                        | Katrin Neudolt               | Gergana Baramova              |
| Dameneinzel  | Shen Yan-ru                        | Katrin Neudolt               | Fan Jung-yu                   |
| Herrendoppel | Mikhail Efremov Shokhzod Gulomzoda | Valery Antonov Artemy Karpov | Choi Jin-woo Seo Myeong-soo   |
| Herrendoppel | Mikhail Efremov Shokhzod Gulomzoda | Valery Antonov Artemy Karpov | Tim Jennen Oliver Witte       |
| Damendoppel  | Gergana Baramova Silviya Bozeva    | Chihiro Shinada Mika Yoshida | Irma Galkina Karina Khakimova |
| Damendoppel  | Gergana Baramova Silviya Bozeva    | Chihiro Shinada Mika Yoshida | Jeong Seon-hwa Yu Eun-kyung   |
| Mixed        | Shokhzod Gulomzoda Olga Shtayger   | Artemy Karpov Elena Tiurina  | Valery Antonov Irma Galkina   |
| Mixed        | Shokhzod Gulomzoda Olga Shtayger   | Artemy Karpov Elena Tiurina  | Chen Chung-i Fan Jung-yu      |